# Кулябин, Александр Дмитриевич
Алекса́ндр Дми́триевич Куля́бин (23 октября 1930 года — 30 марта 1999 года) — советский хоккеист.

## Биография
В 1951—1954 годах играл за выступающее в Высшей лиге чемпионата СССР горьковское «Торпедо». Затем переехал в Кировскую область, где играл сначала за команду Кировского машиностроительного завода имени XX партсъезда КПСС», а затем за команду Кирово-Чепецкого химического завода «Химик», в 1964 году, с созданием спортивного клуба «Олимпия», получившего это название.
После окончания игровой карьеры был тренером детских и юношеских команд «Олимпии», а в 1982—1984 годах — входил в её тренерский штаб. Являлся первым тренером Владимира Мышкина.